# Hundafoss
Der Hundafoss ist ein Wasserfall im Skaftafell-Nationalpark im Südosten Islands in der Gemeinde  Hornafjörður.
Dieser Wasserfall im Stórilækur (isl. großer Bach) liegt unterhalb des Svartifoss und des Magnúsarfoss und oberhalb des Þjófafoss. Die Fallhöhe beträgt 24 m bei einer Breite von 2 m. Der Hundafoss ist vom Fußweg vom Informationszentrum Skaftafell zum Svartifoss kaum zu sehen.
Über einen weiteren Hundafoss stürzt die Dynjandisá unterhalb des Dynjandi (Fjallfoss) in den Westfjorden.